# Matabeleland North
Matabeleland North is een provincie van Zimbabwe. Het heeft een oppervlakte van 75.025 km² en een inwonertal van 701.359 (2002). De hoofdstad van de provincie is Lupane.
Matabeleland North bestaat uit zeven districten:
- Binga
- Bubi
- Hwange
- Lupane
- Nkayi
- Tsholotsho
- Umguza